# Flughafen Lüttich

i7
i11
i13
Der Flughafen Lüttich – Bierset (französisch Aéroport de Liège; IATA-Code: LGG, ICAO-Code: EBLG) ist der internationale Flughafen der belgischen Stadt Lüttich, der sich  in der Ortschaft Bierset (Gemeinde Grâce-Hollogne), etwa 9 Kilometer (Luftlinie) westlich des Lütticher Stadtzentrums befindet.
Lüttich und der Flughafen liegen im Zentrum des Dreiecks Paris – Amsterdam – Frankfurt am Main. In diesem Gebiet werden 66 Prozent des europäischen Luftfrachtaufkommens abgewickelt. Eingestuft in die Top zehn der größten Luftfracht-Umschlagplätze europaweit liegt der Flughafen Lüttich hinter den Flughäfen Paris-Charles-de-Gaulle (1.), Frankfurt am Main (2.), Istanbul (3.), London-Heathrow (4.), Leipzig/Halle (5.) und Amsterdam (6.) auf dem siebten Platz, weltweit liegt er auf Platz 28.

## Verkehrsanbindung
Der Flughafen Lüttich liegt direkt an der Autobahn 15, welche gleichzeitig Teil der Europastraße 42 ist. In der Umgebung des Flughafens befinden sich drei Anschlussstellen an der Autobahn 15. Der Flughafen wird regelmäßig durch die Buslinie 57 der Gesellschaft TEC Liège-Verviers mit dem Bahnhof Liège-Guillemins verbunden. Die Fahrtzeit mit dem Bus zwischen Flughafen und Bahnhof beträgt 21 Minuten. Nördlich des Flughafens in Bierset-Awans gibt es einen Bahnhof, hier verkehrt u. a. die S 44 der S-Bahn Lüttich.

## Geschichte
Im Ersten Weltkrieg wurde durch die Luftstreitkräfte des Deutschen Kaiserreichs ein Militärflugplatz in der Nähe des besetzten Lüttich bei Ans gebaut, den die Aviation Militaire Belge nach dem Krieg weiter nutzte. Die militärische Nutzung, seit 1930 am neuen Standort Bierset, durch die heutige Belgische Luftkomponente endete erst 2011. Die letzte fliegende Einheit, die auf der Base aérienne de Bierset lag, war ein Hubschraubergeschwader, das die Agusta A109 flog. Zuvor lag hier während des Kalten Krieges das 3. Taktische Geschwader, das anfangs mit F-84 und später mit Mirage 5 ausgerüstet war. Gegen Ende des Zweiten Weltkrieges nutzte auch die USAAF den von den Alliierten als Advanced Landing Ground ALG A-93 bezeichneten Flugplatz.
Im Jahr 1930 wurde das erste Passagier-Terminal errichtet. Es verkehrten die ersten Flugzeuge zwischen Brüssel, Antwerpen und Lüttich. Nach dem Zweiten Weltkrieg eröffnete Sabena eine Strecke zwischen Lüttich und Paris.
Im Jahr 1976 wurde das neue zivile Terminal gleichzeitig zur Eröffnung der Strecke Liege-London eingeweiht. 1988 beschloss die Wallonische Region, dass die beiden Flughäfen Lüttich und Charleroi die Zentren der Wirtschaft, Entwicklung und Regeneration werden sollten.
Am 30. April 1990 wurde die SAB SA, die Entwicklungs- und Förderungsabteilung des Flughafens, von Meusinvest gegründet. Im Jahr 1996 wurde die israelische Cargo Airlines die erste große Frachtfluggesellschaft in Lüttich. In demselben Jahr wurde der Vertrag mit TNT zur Errichtung ihres europäischen Luftfrachtzentrums unterzeichnet. Das neue Drehkreuz war in den Folgejahren der Hauptauslösefaktor für das starke Wachstum des Flughafens.
Im April 2005 wurde das neue Passagierterminal fertiggestellt. Es kostete rund 26 Millionen Euro und verdreifachte die Passagierkapazität des Flughafens auf eine Million im Jahr. Der Flughafen selbst gibt die Kapazität mit 1,5 Millionen Passagieren pro Jahr an. Von 2006 bis 2010 liefen durchgehend Ausbauten ab. Dazu gehörte beispielsweise der Bau weiterer Abstellplätze, der Bau eines Frachtparks und eine Erweiterung des Treibstoffspeichers von einer Million auf sechs Millionen Liter Kerosin. Im Jahr 2007 beschloss die SAB SA, sich in „Liège Airport SA“ umzubenennen, um einen besseren Eindruck der internationalen Berufung des Flughafens zu erzeugen. 2010 wurde die Landebahn 05R/23L von 3287 Meter auf 3700 Meter verlängert. Dadurch sollen Großraum-Frachtflugzeuge bei voller Ladung dort starten können. Einen Rückschritt machte der Flughafen mit dem Verlust vieler Fluggesellschaften in den Jahren 2015 und 2016. Die Fluggesellschaften BMI Regional, Air Corsica und I-Fly bedienten Lüttich damals mit verschiedenen Reisezielen. Nach dem Anschlag am Flughafen Brüssel-Zaventem wurde der Flughafen Lüttich bis zum Sommer 2016 als Ausweichflughafen für eine Reihe von Flügen von Brussels Airlines und weiteren Fluggesellschaften genutzt, solange die Reparaturarbeiten im Terminal des Flughafens von Brüssel andauerten.
Im Mai 2016 wurde TNT Express größtenteils von FedEx übernommen, aus kartellrechtlichen Gründen musste im Zuge dessen die Fluggesellschaft TNT Airways verkauft werden. Durch den Verkauf an die irische ASL Aviation Holdings entstand ASL Airlines Belgium, welche den Flughafen Lüttich bis heute als Heimatflughafen nutzt und vor allem Flüge im Auftrag von FedEx durchführt. Nach der Übernahme von TNT Express baute FedEx die Zahl der Flüge ab Lüttich zunächst aus. 2018 wählte Cainiao den Flughafen Lüttich als Standort für sein Logistik-Drehkreuz in Europa. Seitdem gewinnen Importe und der Umschlag von Waren aus der Volksrepublik China an Bedeutung.
Mit dem Beginn der weltweiten COVID-19-Pandemie im Jahr 2020 erlebte die Luftfracht auch am Flughafen Lüttich einen deutlichen Aufschwung. Im Januar 2021 kündigte FedEx jedoch an, in den kommenden Jahren tausende Mitarbeiter in Europa entlassen zu wollen. Davon war insbesondere der Flughafen Lüttich betroffen, neben der Entlassung von Mitarbeitern wurden auch zahlreiche Flüge zugunsten des Drehkreuzes am Flughafen Paris-Charles-de-Gaulle eingestellt. Gleichzeitig ging auch die Luftfracht im Allgemeinen zurück, sodass das Frachtaufkommen bis 2023 im Vergleich zu 2021 um rund 30 Prozent sank. Im März 2021 wurde ein neues General Aviation Terminal im Osten des Flughafens eröffnet, welches von der Air Service Liège (ASL)-Gruppe betrieben wird.

## Terminal
Das 116 m × 72 m große Terminal ist ein komplett verglastes Gebäude mit Stahlgerüsten und 12 m hohen Stahlstützen und Betonbalken. Die Flugsteige haben eine Spannweite von 36 m. Es verfügt über 8350 m² Nutzfläche. Die Fassade des Gebäudes besteht aus acht zusammengesetzten verglasten Einheiten (je 160 cm × 360 cm). Der Architekt war das Bureau Greisch und der Bauunternehmer war Jacques Delens von der Firma Besix. Baubeginn war 2003.

## Betreiber
SAB (Société Aéroport de Bierset; gegründet 1990) ist die Betreibergesellschaft, die den Flughafen Lüttich-Bierset mit dem bis 2005 neu erbauten Terminal für maximal 1,5 Millionen Passagiere (PAX) pro Jahr heute führt. Von 1996 bis Mai 2020 war der Obstbauer und Politiker José Happart Mitglied im Aufsichtsrat und von 2009 bis 2016 war er Präsident dieses Gremiums. Er wurde im Mai 2020 vom Lütticher Strafgericht wegen Korruption und Einflussnahme verurteilt. Seinen Sitz im Verwaltungsrat des Flughafens musste er daraufhin räumen.

## Fluggesellschaften und Ziele
Am Flughafen Lüttich verkehren seit Herbst 2016 außer Jetairfly bzw. TUI Airlines Belgium keine Passagiergesellschaften mehr im Linienverkehr. Es werden vor allem Ziele im Mittelmeerraum bedient. Nachdem Thomas Cook den Flughafen nicht mehr bedient, folgten im Herbst 2016 Air Corsica und I-Fly.
Zu den Frachtunternehmen am Flughafen zählen unter anderem ASL Airlines Belgium, FedEx, CAL Cargo Airlines, Ethiopian Cargo und Qatar Cargo.
Es gibt Pläne, den Frachtverkehr des Flughafens bis zum Jahr 2040 deutlich zu erhöhen. Dies führte jedoch zu Protesten im 45 Kilometer entfernten Aachen, da sich die Lärmbelästigung durch tieffliegende Flugzeuge bereits jetzt bemerkbar macht.

## Zwischenfälle
- Am 30. Juni 1999 verunglückte eine Beechcraft 99 der deutschen Nightexpress (Luftfahrzeugkennzeichen D-IBEX), nachdem beide Triebwerke auf einem Frachtflug von London-Luton nach Frankfurt ausgefallen waren. Die Besatzung versuchte auf dem Flughafen Lüttich notzulanden. Das Flugzeug erreichte die Landebahn nicht und schlug nahe Seraing in einem Wald auf. Beide Piloten kamen ums Leben (siehe auch Nightexpress-Flug 114).[32]